# 2C-I
2C-I — психоделический фенэтиламин из семейства 2C. Систематическое название — 2,5-диметокси-4-йодофенэтиламин. Открыт и популяризован Александром Шульгиным и был описан в его книге PiHKAL. Вещество используется для развлечения или в роли энтеогена; в медицине и промышленности не используется. Встречается в виде светло-коричневого кристаллического порошка.

## Дозировка и продолжительность действия
Средняя дозировка для перорального применения у 2С-I составляет 10-25 мг. Действие его начинает проявляться через 15-20 минут после употребления. Пик активности длится около 5-8 часов, после чего идёт спад продолжительностью 4 часа.
По субъективным ощущениям некоторых потребителей вещества, 2C-I похож на свой аналог 2C-B, однако обладает более продолжительным действием, менее резким началом, меньшей эмпатией, но большей ментальной глубиной. Может наблюдаться стимулирующий эффект.

## Правовой статус
2C-I признаётся запрещённым наркотическим веществом в ряде европейских стран. В США нет прямого запрета на владение, продажу или употребление данного вещества, однако законодательством предусмотрена ответственность за 2C-B, а 2C-I может быть расценен как его аналог в соответствии с федеральным законом.
Запрещён на территории России с 26 октября 2011 года как производная 2,5-Диметоксифенэтиламина.